# Cantón de Miradoux
El cantón de Miradoux era una división administrativa francesa, que estaba situada en el departamento de Gers y la región de Mediodía-Pirineos.

## Composición
El cantón estaba formado por nueve comunas:
- Castet-Arrouy
- Flamarens
- Gimbrède
- Miradoux
- Peyrecave
- Plieux
- Saint-Antonie
- Sainte-Mère
- Sempesserre

## Supresión del cantón de Miradoux
En aplicación del Decreto nº 2014-254 de 26 de febrero de 2014, el cantón de Miradoux fue suprimido el 22 de marzo de 2015 y sus 9 comunas pasaron a formar parte del nuevo cantón de Lectoure-Lomagne.